# Het Eiland (Sneek)
Het Eiland is een woonwijk binnen de stad Sneek in de Nederlandse provincie Friesland. De wijk telt (in 2011) 1365 inwoners en heeft een oppervlakte van 19 hectare (waarvan 3 hectare water). Het Eiland is qua oppervlakte de kleinste wijk van Sneek.

## Ligging en bereikbaarheid
De wijk grenst in het noorden en westen aan de buurt Leeuwarderweg, in het zuiden aan de Sperkhem en in het oosten aan de De Domp.
De wijk wordt geheel begrensd door water, vandaar de naam Het Eiland. In het westen en noorden vormt de Sneeker Oudvaart de grens, in het oosten is dit het Jachthavenkanaal en in het zuiden is dit het Zomerrak.

## Historie en bebouwing
De wijk Het Eiland was na de Tweede Wereldoorlog bedoeld om wonen en werken dicht bij elkaar te brengen: er werden woningen gebouwd en fabrieken. De meeste woningen in deze wijk zijn gebouwd tussen 1945 en 1975. Circa 40 woningen in het noorden van de wijk zijn eengezinswoningen, de rest bestaat vooral uit portiekflats voor starters en redelijk nieuwe appartementengebouwen voor ouderen aan het Zomerrak. Het grootste deel van de wijk bestaat uit huurwoningen, die veelal worden beheerd door Woningcorporatie Elkien.
Het eerste bedrijf dat zich vestigde op Het Eiland was aardappelhandel Lodewijk aan de Pampuskade. Alle bedrijven en fabrieken die op Het Eiland waren gevestigd hebben het gebied verlaten. Deze locaties zijn veelal van nieuwbouw voorzien.
In de wijk is een wijkvereniging actief genaamd Wijkvereniging Het Eiland e.o.. De vereniging beheert het wijkcentrum It Roefke. Voor het wijkgebouw bevond zich lange tijd een sportveld, maar dit is in de jaren negentig bebouwd.

### Straatnaamverklaring
De straten in de wijk zijn veelal vernoemd naar schepen of scheepsonderdelen. Voorbeelden zijn de Zeilstraat en de Maststraat. In eerste instantie is de verwijzing gestart vanwege de nabije ligging van de Sneeker Jachthaven.

### Bezienswaardigheden
In de wijk bevinden zich geen rijksmonumenten. Bezienswaardig is:
- De voetgangers- en fietsbrug over de Oudvaart tussen de 1e Oosterkade en de Pampuskade (2007)

## Voorzieningen
Onder meer de volgende voorzieningen bevinden zich in de wijk:
- Een insteekhaven en boulevard
- Wijkcentrum It Roefke

Daarnaast bevinden er zich toeristische voorzieningen in de wijk, waaronder sanitairgebouwen.
Wijken:
Binnenstad ·
Bomenbuurt ·
De Domp ·
De Loten ·
Duinterpen ·
Harinxmaland ·
Hemdijk ·
Het Eiland ·
De Hemmen ·
Houkesloot ·
It Ges ·
Lemmerweg-Oost ·
Lemmerweg-West ·
Leeuwarderweg ·
Noorderhoek I ·
Noorderhoek II ·
Noordoosthoek ·
Oudvaart ·
Pasveer ·
Poort van Sneek ·
Sperkhem ·
Stadsfenne ·
Stationsbuurt ·
Tinga ·
Zwetteplan
Buurten:
Malta ·
Spitaal ·
Tuindorp